# Король барабанщиков
«Король барабанщиков» (англ. King Drummer, кит. трад. 青春鼓王, пиньинь Qing chun gu wang, палл. Цин чунь гу ван) — гонконгский кинофильм 1967 года японского режиссёра Умэцугу Иноуэ, произведённый кинокомпанией Shaw Brothers. Это ремейк японского фильма «Ураганный барабанщик», сделанного десятилетием ранее тем же режиссёром Умэцугу Иноуэ, приглашённом руководством студии Shaw Brothers для постановок нескольких фильмов в Гонконге. Иноуэ сделал за пять лет работы в Гонконге для Shaw Brothers 17 фильмов, некоторые из которых были как и в случае с данной работой, переделкой его старых лент. 

## Сюжет
Сунь Чи-чиан, талантливый, но безрассудный молодой человек, попадает в популярный музыкальный коллектив в качестве замены эгоцентричного барабанщика, ушедшего в конкурирующую группу. Ему помог устроиться в джаз-банд его младший брат И-Чуань. Между тем, мать молодого барабанщика настроена против его музыкальной карьеры. Когда Чи-чиан начинает успешно выступать, он восстанавливает против себя разгневанного предшественника. Сунь Чи-чиан влюблён в красавицу Ли-чэнь, менеджера их группы, которая, впрочем не спешит ответить ему взаимностью, держа парня на расстоянии. Чи-чиан выигрывает телевизионный конкурс джазовых барабанщиков, выступая против своего соперника (того на чьё место он пришёл в коллектив) и достигает вершин славы, но не без дальнейших проблем, включающих неодобрение его матери, ревность соперника и влюблённую в него подругу соперника.

## В ролях
- Сунь Чи-чиан — Лин Юнь[кит.]
- Хуан Ли-чэнь — Лили Хо[кит.]
- Сунь И-чуань — Ян Фан[кит.]
- Чарли Чао — Чэнь Хунле[кит.]
- Джули — Анджела Юй Цянь[кит.]
- Ли Юэнь Мин — Пин Оу Вэй

## Премьеры
- — национальная премьера фильма состоялась 16 ноября 1967 года в Гонконге[1].